# Glykogeninlagringssjukdom typ II
Glykogeninlagringssjukdom typ II (även kallad för Pompes sjukdom ) är en autosomal recessiv metabolisk sjukdom, som skadar muskel- och nervceller. Glykogen ansamlas i lysosomerna på grund av otillräcklig produktion av ett visst enzym, vilket försvagar musklerna och skadar vävnaderna.